# Sandy Posey
Sandy Posey (* 18. Juni 1944 in Jasper als Sandra Lou Posey Robinson; † 20. Juli 2024) war eine US-amerikanische Country-Sängerin.

## Leben
Bereits in früher Jugend begann Sandy Posey in Memphis und Nashville zu singen und machte sich in kurzer Zeit einen Namen als Session-Sängerin. 1966 erhielt sie einen eigenen Plattenvertrag von MGM und landete mit Born a Woman ihren ersten Charterfolg (Platz 12 US und Platz 24 UK). Nach einem halben Dutzend Charthits und zwei Chartalben mit Popsongs ließen die Erfolge nach und so zog sie sich 1968 aus dem Musikgeschäft zurück. Jedoch kehrte sie 1971 zurück und besann sich auf ihre Country-Wurzeln. Sie nahm einige Platten für Columbia Records auf. Bis 1980 war sie noch mehrfach in den Country-Charts vertreten.

## Diskografie
Alben
- 1966 Born a Woman
- 1967 A Single Girl
- 1967 I Take It Back
- 1968 Looking at You

Singles
- 1966 Born a Woman
- 1966 Single Girl
- 1967 Why Don't We Go Somewhere and Love
- 1967 I Take It Back
- 1967 Are You Never Coming Home
- 1968 Something I'll Remember